# قائمة المصريين الحائزين على جائزة نوبل والمرشحين
فيما يلي قائمة بأسماء المصريين الحائزين على جائزة نوبل :

## الفائزون
| سنة  | صورة | الحائز على جائزة      | وُلِدّ                                         | مات                                                  | مجال   | الاقتباس |
| ---- | ---- | --------------------- | ------------------------------------------- | ---------------------------------------------------- | ------ | --- |
| 1964 |      | دوروثي كروفوت هودجكين | 12 مايو 1910 القاهرة، مصر                   | 29 يوليو 1994 إلمينجتون، وارويكشاير، المملكة المتحدة | كيمياء | "بالنسبة لها بتقنيات الأشعة السينية لتراكيب المواد البيوكيميائية الهامة." |
| 1978 |      | محمد انور السادات     | 25 ديسمبر 1918 ميت أبو الكوم، المنوفية، مصر | 6 أكتوبر 1981 القاهرة، مصر                           | سلام   | "للتفاوض المشترك على السلام بين مصر وإسرائيل عام 1978 ". (تم منحهما معا السياسي الإسرائيلي مناحيم بيغن)                                                                                         |
| 1988 |      | نجيب محفوظ            | 11 ديسمبر 1911 القاهرة، مصر                 | 30 أغسطس 2006 العجوزة، الجيزة، مصر                   | الأدب  | "من قام، من خلال أعماله الغنية بالفوارق الدقيقة - التي أصبحت الآن واقعية بشكل واضح، والآن غامضة بشكل مثير للذكريات - بتشكيل فن سرد عربي ينطبق على البشرية جمعاء."                               |
| 1994 |      | ياسر عرفات            | 4/24 أغسطس 1929 القاهرة، مصر                | 11 نوفمبر 2004 كلامارت، أوت دو سين، فرنسا            | سلام   | لجهودهم في احلال السلام في الشرق الاوسط ". (مُنح مع السياسيين الإسرائيليين يتسحاق رابين وشمعون بيريز)                                                                                            |
| 1999 |      | احمد حسن زويل         | 26 فبراير 1946 دمنهور، البحيرة، مصر         | 2 أغسطس 2016 باسادينا، كاليفورنيا، مصر               | كيمياء | "لدراساته للحالات الانتقالية للتفاعلات الكيميائية باستخدام التحليل الطيفي للفيمتوثانية." |
| 2005 |      | محمد مصطفى البرادعي   | 17 يونيو 1942 القاهرة، مصر                  |                                                      | سلام   | "لجهودهم لمنع استخدام الطاقة النووية للأغراض العسكرية ولضمان استخدام الطاقة النووية للأغراض السلمية بأكثر الطرق أمانًا". (مُنحت بالاشتراك مع المنظمة الدولية للوكالة الدولية للطاقة الذرية (IAEA) |

## المرشحين
القائمة التالية هي المرشحين الذين تم التحقق من ترشيحاتهم من لجنة نوبل والمنظمات الدولية المعترف بها. هناك أيضًا مرشحون مزعومون آخرون لم يتم التحقق من ترشيحاتهم بعد حيث تم الكشف عن الأرشيف بعد مرور 50 عامًا، ومن بينهم نوال السعداوي (للأدب)، صنع الله إبراهيم (للأدب)، علاء الأسواني (للأدب)، أهداف سويف (للأدب)، يوسف إدريس (للأدب)، ميرال الطحاوي (للأدب)، جمال الغيطاني (للأدب)، مايكل نبيل سند (من أجل السلام)، وائل غنيم  (من أجل السلام)، إسراء عبد الفتاح (من أجل السلام)، الأخت إيمانويل سينكوين N.D.S. (من أجل السلام).
| صورة   | الحائز على جائزة                 | وُلِدّ                                              | مات                                              | سنوات الترشيح                                                                | الاقتباس | المرشح (المرشحون)                                                   |
| ------ | -------------------------------- | ------------------------------------------------ | ------------------------------------------------ | ---------------------------------------------------------------------------- | --- | ------------------------------------------------------------------- |
| كيمياء |                                  |                                                  |                                                  |                                                                              | |                                                                     |
|        | احمد محمود خليفه                 | 8 اغسطس 2005 القاهرة، مصر                        |                                                  | 2022, 2023, 2024, 2025,                                                      | "بالنسبة لها بتقنيات الأشعة السينية لتراكيب المواد البيوكيميائية الهامة."                                                                           | جوزيف دوناي (1902–1994)، روبرت روبنسون (1886–1975)، وآخرون.         |
|        | أحمد رياض تركي                   | 16 مارس 1902 طنطا، محافظة الغربية، مصر           | 17 يناير 1971 القاهرة، مصر                       | 1967                                                                         | "لأعماله التي تناولت موضوع تآكل المعادن وتطوير وتطبيق أساليب البحث الكهروكيميائية.                                                                  | عبد العزيز علي موسى (1915-1979)                                     |
| الأدب  |                                  |                                                  |                                                  |                                                                              | |                                                                     |
|        | بيرسيفال جورج الجود*             | 3 يوليو 1863 مارلبورو، ويلتشير، المملكة المتحدة  | 20 ديسمبر 1941 القاهرة، مصر                      | 1932                                                                         | [ 16 ] | آرثر جيمس جرانت (1862–1948)                                         |
|        | أسيس دوميت*                      | 25 يونيو 1890 القاهرة، مصر                       | 27 يونيو 1943 برلين، ألمانيا                     | 1936                                                                         | [ 17 ] | جي إي خوري                                                          |
|        | طه حسين                          | 15 نوفمبر 1889 مغاغة، المنيا، مصر                | 28 أكتوبر 1973 القاهرة، مصر                      | 1949، 1950، 1951، 1952، 1960، 1961، 1962، 1963، 1964، 1965، 1967، 1968، 1969 | [ 18 ] | أحمد لطفي السيد (1872–1963).                                        |
|        | جوزيبي أونغاريتي*                | 8 فبراير 1888 الإسكندرية، مصر                    | 2 يونيو 1970 ميلانو، إيطاليا                     | 1955، 1956، 1958، 1964، 1965، 1969، 1970                                     | [ 19 ] | ت. س. إليوت (1888–1965).                                            |
|        | توفيق الحكيم                     | 9 أكتوبر 1898 الإسكندرية، مصر                    | 26 يوليو 1987 القاهرة، مصر                       | 1969                                                                         | [ 20 ] | شوقي ضيف (1910–2005)                                                |
|        | جورج شحادة*                      | 2 نوفمبر 1905 الإسكندرية، مصر                    | 17 يناير 1989 باريس، فرنسا                       | 1971                                                                         | [ 21 ] | كميل أبوسوان (1919–2013)                                            |
| سلام   |                                  |                                                  |                                                  |                                                                              | |                                                                     |
|        | محمد رضا بهلوي                   | 26 أكتوبر 1919 طهران، إيران                      | 27 يوليو 1980 القاهرة، مصر                       | 1964، 1967                                                                   | "لإدخاله إصلاحات اجتماعية مهمة في إيران ساعدت في تأمين السلام في الشرق الأوسط، والتفاوض في الصراع بين باكستان وأفغانستان من عام 1961 إلى عام 1963". | - أحمد متين دفتري (1897–1971) - عضو بداخل برلمان المملكة المتحدة    |
|        | ندى ثابت (ضمن 1000 امرأة السلام) | بدأت في عام 2003 في برن، سويسرا                  | بدأت في عام 2003 في برن، سويسرا                  | 2005                                                                         | "تقديرًا لجهود المرأة وظهورها في تعزيز السلام في جميع أنحاء العالم."                                                                                 | روث غابي فيرمونت مانغولد (و. 1941) سويسبيس                          |
|        | ماجي جبران                       | 1949 القاهرة، مصر                                |                                                  | 2012، 2020                                                                   | "تقديرًا لالتزامها الدائم وتفانيها في خدمة النساء الأميات والفقيرات في جميع أنحاء مصر."                                                              | - داغفين هويبراتن - غارنيت جينويس - 5 أعضاء في مجلس النواب الأمريكي |
|        | الكنيسة القبطية الأرثوذكسية      | يعود تاريخها إلى عام 42 م بمدينة الإسكندرية، مصر | يعود تاريخها إلى عام 42 م بمدينة الإسكندرية، مصر | 2018                                                                         | "لرفضهم الانتقام من الاضطهاد المميت والمستمر من جانب الحكومات والجماعات الإرهابية في مصر وأماكن أخرى".                                              | الأيتام الأقباط                                                     |